# Kemoy Campbell
Kemoy Campbell (né le 14 janvier 1991 à Rose Hill) est un athlète jamaïcain spécialiste des courses de fond.

## Biographie
Dans sa jeunesse, Kemoy Campbell court pour l'équipe d'athlétisme du lycée Bellefield, dans la paroisse de Manchester. Il fait ses études supérieures à l'université de l'Arkansas, aux États-Unis.
En 2010, il emporte les Penn Relays et participe à ses premiers Jeux de la CARIFTA 2010, à George Town. Ici, il établit un nouveau record de catégorie du 5 000 mètres.
Par la suite, il participe aux Championnats du monde d'athlétisme 2015. En 2016 il est sélectionné pour les Jeux olympiques à Rio de Janeiro sur le 5 000 mètres. L'année suivante, il participe aux championnats du monde à Londres et devient le premier homme jamaïcain à qualifier pour la finale du 5 000 mètres.
Le 9 février 2019, pendant qu'il participe au 3 000 mètres des Jeux de Milrose, il est atteint d'une attaque cardiaque et doit être réanimé sur place. Sept mois après, il annonce sa retraite de l'athlétisme. 

## Palmarès
| Date | Compétition           | Lieu    | Résultat | Épreuve | Temps          |
| ---- | --------------------- | ------- | -------- | ------- | -------------- |
| 2017 | Championnats du monde | Londres | 10e      | 5 000 m | 13 min 39 s 74 |

Jeux de la CARIFTA : vainqueur du 1 500 m et du 3 000 m en 2007, du 5 000 m en 2008 et 2009, du 1500 m et du 5000 m en 2010.

## Records
| Épreuve  | Temps               | Lieu      | Date         | Réf. |
| -------- | ------------------- | --------- | ------------ | ---- |
| 5 000 m  | 13 min 20 s 39 (NR) | Palo Alto | 2 mai 2015   |      |
| 10 000 m | 28 min 6 s 40 (NR)  | Palo Alto | 31 mars 2017 |      |